# Pedro Cebrián y Augustín, hrabia Fuenclara
Pedro Cebrián y Agustín, hrabia Fuenclara (ur. 30 kwietnia 1687 w Luceni, Hiszpania, zm. 22 sierpnia 1752 w Madrycie) – hiszpański polityk i dyplomata.
Dnia 2 lutego 1734 roku został ambasadorem nadzwyczajnym w Wenecji i był nim do roku 1737. W latach 1737–1738 był ambasadorem w Wiedniu. Od 3 listopada 1742 do 8 lipca 1746 był wicekrólem Nowej Hiszpanii. Na tym stanowisku podjął wiele korzystnych decyzji; m.in. kazał wybrukować ulice w mieście Meksyk.